# Pressehaus Stuttgart

Das Logo des Gebäudes

Das Stuttgarter Pressehaus ist das Verlags- und Druckereigebäude der Zeitungsgruppe Stuttgart am südlichen Rand von Stuttgart im Stadtbezirk Möhringen. Unter seinem Dach befinden sich die Zeitungsverlage der Stuttgarter Zeitung und der Stuttgarter Nachrichten sowie der Hörfunksender Hitradio Antenne 1. Ebenso sind im Pressehaus die Redaktion von Sonntag Aktuell und mehrere Dienstleistungsunternehmen der Medienbranche untergebracht.
Das Gebäude befindet sich im Eigentum der Pressehaus Stuttgart Grundstücksgesellschaft mbH, einer Tochter der Südwestdeutsche Medien Holding GmbH. Zu dieser gehören neben den o.a. Marken auch die Süddeutschen Zeitung, noch weitere regionale Zeitungsverlage und bekannte Fachverlage. Es arbeiten rund 6.100 Mitarbeiter an ca. 30 Standorten für das Unternehmen.
Die Pressehaus Stuttgart Grundstücksgesellschaft mbH übernimmt Hausverwaltung, Haustechnik, Grundstücksmanagement, Betriebsrestaurant sowie Fuhrparkmanagement für die Unternehmen im Pressehaus und in der Region Stuttgart. 

## Druckerei (2023 geschlossen)
Im Jahr 2004 wurde die Rollenoffsetanlage des Pressehauses für über 100 Mio. Euro modernisiert. Dadurch konnte die Druckkapazität auf 255.000 Zeitungen pro Stunde erhöht werden.

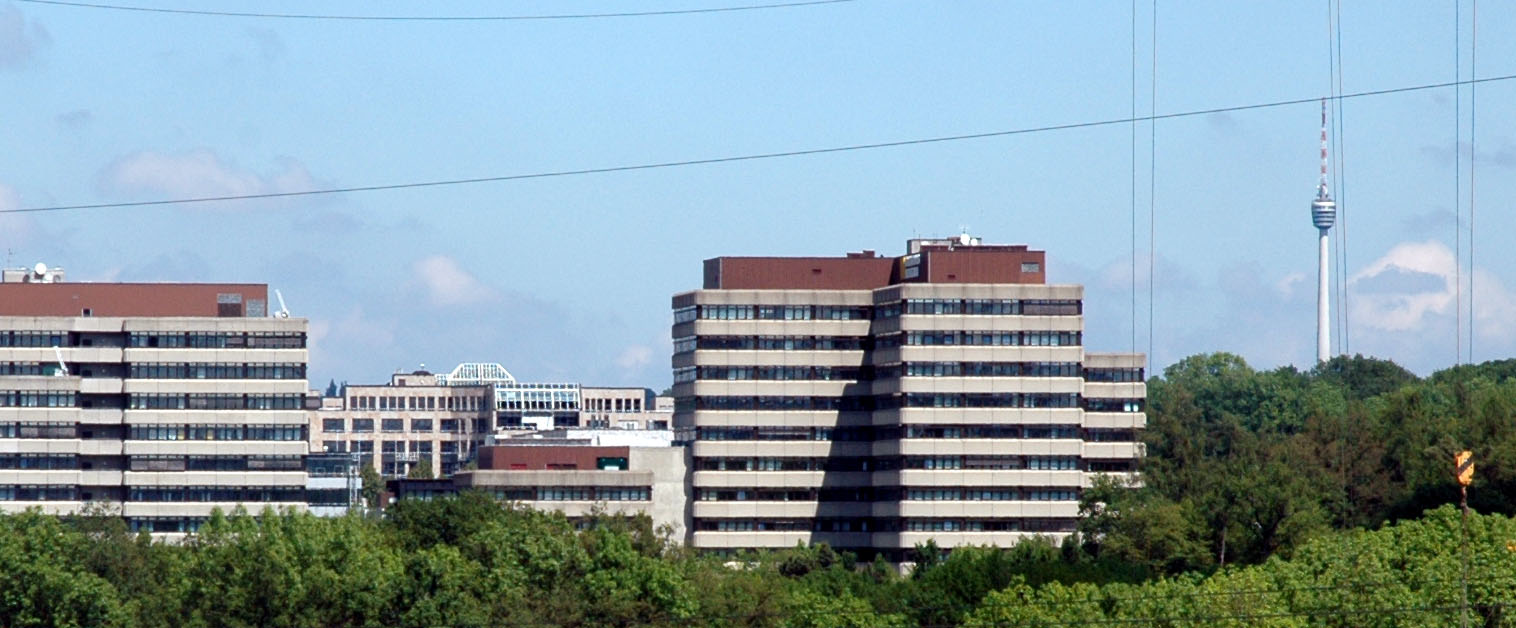
Blick auf das Stuttgarter Pressehaus

Bis zum 31. März 2023 wurden bei der Pressehaus Stuttgart Druck GmbH neben der Stuttgarter Zeitung, den Stuttgarter Nachrichten und Sonntag Aktuell auch die Leonberger Kreiszeitung, die Fellbacher Zeitung, die Kornwestheimer Zeitung, die Marbacher Zeitung und die Rems-Zeitung gedruckt. Außerdem wurden hier das Amtsblatt der Stadt Stuttgart sowie die Anzeigenblätter Stuttgarter Wochenblatt, Fellbacher Wochenblatt, Leonberger Wochenblatt, Strohgäu-Wochenblatt, Kornwestheimer Stadtanzeiger und Marbacher Stadtanzeiger gedruckt.

## Druck in Esslingen
Seit dem 1. April 2023 werden die oben genannten Zeitungen in Esslingen gedruckt.